# Кострома (Амурская область)
Кострома — упразднённое село (дорожно-эксплуатационный участок, ДЭУ) в Зейском районе Амурской области России. Исключено из учётных данных в 1977 году.

## География
Село располагалось на левом берегу реки Ольгакан (приток реки Улунга) в месте пересечения его региональной дорогой 10к059 «Зея — Тыгда», на расстоянии примерно 30 километров (по прямой) к северо-западу от села Сиан.

## История
Деревня Костромское основана в 1904 году. По данным на 1916 год состояла из 10 дворов (население составляло 35 человек) и входила в состав Овсяновской волости 1-го стана Амурского уезда Амурской области.
По данным 1926 года в Костроме имелось 11 хозяйств и проживал 31 человек (15 мужчин и 16 женщин), основное население — русские. В административном отношении входило в состав Зареченского на Уркане сельсовета Зейского района Зейского округа Дальневосточного края.
Решением Амурского исполкома от 30 декабря 1977 года № 522, село (ДЭУ) Кострома исключено из учётных данных как населённый пункт служебного значения.